# 2023年スペイン・マスターズ
2023年スペイン・マスターズ(Madrid Spain Masters 2023)は、3月28日から4月2日まで開催されたスペイン・マスターズである。会場は、マドリード、Centro Deportivo Municipal Gallur。

## 競技結果
| 種目           | 金                                                  | 銀                                                          | 銅                                        |
| -------------- | --------------------------------------------------- | ----------------------------------------------------------- | ----------------------------------------- |
| 男子シングルス | 西本拳太                                            | 常山幹太                                                    | アンダース・アントンセン                  |
| 男子シングルス | 西本拳太                                            | 常山幹太                                                    | トマ・ジュニア・ポポフ                    |
| 女子シングルス | グレゴリア・マリスカ・トゥンジュン                  | シンドゥ・プサルラ                                          | カロリーナ・マリン                        |
| 女子シングルス | グレゴリア・マリスカ・トゥンジュン                  | シンドゥ・プサルラ                                          | ヨ・ジアミン                              |
| 男子ダブルス   | 何濟霆 周昊東                                       | 李芳至 李芳任                                               | 蘇敬恒 葉宏蔚                             |
| 男子ダブルス   | 何濟霆 周昊東                                       | 李芳至 李芳任                                               | 任翔宇 譚強                               |
| 女子ダブルス   | 劉聖書 譚寧                                         | 陳芳卉 杜玥                                                 | 白荷娜 李幽琳                             |
| 女子ダブルス   | 劉聖書 譚寧                                         | 陳芳卉 杜玥                                                 | マイケン・フルールゴール サラ・ティゲセン |
| 混合ダブルス   | マシアス・クリスティアンセン アレクサンドラ・ボイエ | プラフィーン・ジョーダン メラティデファ・オクタフィアンティ | マシアス・ティッリ アマリー・マゲルンド   |
| 混合ダブルス   | マシアス・クリスティアンセン アレクサンドラ・ボイエ | プラフィーン・ジョーダン メラティデファ・オクタフィアンティ | グレゴリー・メアーズ ジェニー・ムーア     |